# Evsei Agron
Evsei Agron é um russo, membro da máfia russa, Agron nasceu em Leningrado, atual São Petersburgo. Foi o chefe da máfia russa durante o início de 1980. 
Em 1975 imigrou para os Estados Unidos, para comandar crimes no Brooklyn's Brighton Beach.
Agron, uma pessoa muito inteligente e um especialista em extorsão e chantagem, logo planejou um golpe em que iria ganhar milhões, através de fraude fiscal sobre combustível. 
Estima-se que Agron tenha causado um prejuízo de US$ 1 bilhão de dólares ao estado de New Jersey.
Contrariamente ao que muitas das histórias que retratam-o, Agron era visto de uma forma muito mal vista, ele ajudou famílias na imigração para os Estados Unidos entre 1970 e 1980, e ajudava de muitas outras maneiras. 
Agron foi assassinado em maio de 1985, enquanto espera pelo elevador no sexto andar do seu prédio, no início da manhã foi baleado por um pistoleiro na parte de trás da cabeça. Antes de seu assassinato, houve duas outras tentativas de assassina-lo, nas quais ele fora ferido. A primeira tentativa foi com o Boardwalk em Brighton na praia, a segunda foi na garagem do seu prédio no dia de seu aniversário.